# خورشیدگرفتگی ۱۸ مارس ۱۹۵۰
خورشیدگرفتگی ۱۸ مارس ۱۹۵۰ (به انگلیسی: Solar eclipse of March 18, 1950) یک خورشیدگرفتگی از نوع خورشیدگرفتگی حلقه‌ای است. این خورشیدگرفتگی در تاریخ ۱۸ مارس ۱۹۵۰ میلادی (‎۲۷ اسفند ۱۳۲۸ خورشیدی) روی داد که زمان اوج آن، ساعت ۱۵:۳۲:۰۱ به‌وقت ساعت هماهنگ جهانی بوده‌است.